# Otto Ehrhart
Otto Ehrhart (* 18. Oktober 1893 in Memmingen; † 31. Dezember 1945 (offizielles Todesdatum), zuletzt gesehen 18. Januar 1945 in Słupca), auch bekannt als Otto Ehrhart-Dachau, war ein deutscher Schriftsteller.

## Leben
Otto Ehrhart wurde 1893 als Kind des Memminger Papierproduzenten Otto Ehrhart und seiner Frau Adrienne Klara geboren. Ein Bruder war Johann Friedrich, genannt Fritz. Einige prägende Kindheitsjahre verbrachte die Familie außerhalb der Stadt auf einem Landsitz, wo Ehrhart die Natur für sich entdeckte; es gab dort „Hunde, ein Ziegengefährt, einen zahmen Storch, vor allem aber einen eigenen Garten für die Kinder, mit einem Karpfenweiher und einer Insel darin, auf der ein Fischerhäuschen lag. […] Im Kolk der Mühle locken ihn schwere Bachforellen, und noch bevor er in die Schule kommt, fängt er – mit vieler Mühe, aber überglücklich – im abgelassenen Bach seinen ersten Aal. Auch an Forellen macht er sich heran; ein Zwirnsfaden mit umgebogener Stecknadel dient als Angel, ein heimlich durchlöchertes Damasttischtuch als Netz.“
1901 zog die Familie nach München, wo Ehrharts Vater 1907 eine Kolonialwarenagentur in der Schleißheimer Straße 53 in Oberwiesenfeld eröffnete, damals am Rande des Dachauer Mooses, von dem Ehrhart geradezu besessen war. Er schwänzte die Schule und verbrachte die Zeit im Moos; mit 15 Jahren brannte er durch und wanderte heimlich ins Tessin, von dort nach Rom, Griechenland und in die Türkei, „ständig botanisierend und Fische fangend“. Krank geworden, wurde er von Istanbul auf Reichskosten nach Hause transportiert.
Als Freiwilliger ging Ehrhart 1910 zur Marine und blieb dort für acht Jahre. Danach ging er als Sänger an die Oper nach Dänemark, schlug sich als Arbeiter durch, und wurde Maler in der Steiermark. 1926 zog er schließlich nach Etzenhausen bei Dachau, zurück ans Moos, wo er zu schreiben begann und bis 1939 lebte. 1928 heiratete er Julia Berner, die bereits eine Tochter, Renate Baumann, aus ihrer ersten Ehe hatte.
Ehrharts Erzählung Der gläserne Turm wurde 1927 veröffentlicht. Im Jahr darauf gewann er mit seiner Kurzgeschichte „Dr. Coround und Methusalem, der Hecht“ bei einem Wettbewerb der Berliner Illustrirten Zeitung 3000 Mark. Weitere Preisträger waren Bertolt Brecht, Georg Britting, Ernst Zahn und Arnold Zweig. Die Geschichte wurde 1929 anthologisiert und bis hin zum Revaler Boten veröffentlicht. Ehrhart schrieb und veröffentlichte regelmäßig.
Ende 1939 zog er nach Mąkolno, von 1943 bis 1945 Friedrichsruh genannt, in der heutigen Gmina Sompolno in Polen; seine Frau blieb zurück. In Mąkolno war Ehrhart bis 1942 Fischermeister und Bezirksjägermeister. 1937 gab er in einem Fragebogen für die Reichskulturkammer an, kein Mitglied in der NSDAP zu sein; privat habe er eine „durchaus kritische Haltung dem Regime gegenüber“ gehabt. Die Ehe mit Julia wurde 1943 geschieden.
Das letzte erhaltene Lebenszeichen Ehrharts stammt vom 18. Januar 1945. Eine Abschrift unbekannter Herkunft im Nachlass Ehrharts beschreibt seine letzten Tage: Auf der Flucht kam es in der Nähe von Słupca zu einem Unfall; Ehrhart blieb allein bei der Kutsche, während andere Hilfe holten. „Nach Aussage der polnischen Kutscher soll Otto von einem russischen Panzerspähwagen mitgenommenen worden sein. Dies war das letzte was wir von Otto hörten.“ Als offizieller Todeszeitpunkt wird der 31. Dezember 1945 festgelegt.
Er hinterließ eine zweite Frau, Jolanthe, und eine Tochter Ursula (geboren 1943). Ein Teil seines Nachlasses befindet sich im Stadtarchiv Dachau.

## Themen und Motive
Peter Dorner stellt die Berg-Erzählungen Ehrharts in eine Tradition alpiner Literatur, die „in einer pantheistischen Schöpfungssicht Nietzschescher Prägung die Landschaft sah und ihre Größe zu allseitiger Großartigkeit stilisierte.“ Ehrhart spreche „als Alpinist mit Erfahrung. […] In seinen Bergbüchern versucht der Dichter die gewaltigen Formen der Berge in Worte zu gießen.“
Ehrharts Roman Das sterbende Moor behandelt die Zerstörung des Dachauer Mooses, auch in anderen Werken spielt das Moor immer wieder eine Rolle. „Das Moor wird nicht 'geschildert', es lebt. […] Fleuron hat das dänische Moor besungen, Löns das norddeutsche, Ehrhart das bayrische.“ Allgemein werden die stimmungsvollen Naturskizzen gelobt.
Tiere und ihre Umwelt spielen immer wieder eine Rolle, deren Vermenschlichung stört manche Leser. Die wörtliche Rede bei Vogelrufen wird kritisiert und gefragt: „[D]arf ein Fisch einen Namen haben wie ein Hund einen Namen hat?“ Andere nennen das Geschehen um die zwei Fische, einen alten Hecht und einen alten Karpfen, „a poignantly beautiful tale of a wild and lovely moor […] telling of the lives of an ancient pike and a mighty carp.“

## Der gläserne Turm
1927 erschien in der Bibliothek der Unterhaltung und des Wissens die phantastische Erzählung „Der gläserne Turm“. Für Detlev Münch ist sie die „bedeutendste bellizistische Zukunftsnovelle der Nachkriegszeit“ sowie eine „der ersten 'grünen' SF-Erzählungen und eine der originellsten deutschen SF-Stories überhaupt“, er zweifelt allerdings daran, ob der Autor mit dem Otto Ehrhart der anderen Werke identisch ist. Aber bereits in einem Aufsatz aus dem Jahr 1933 wird „die Utopie eines Zukunftskrieges zwischen 'Ameropa' und 'Asinesien' von bedeutender Phantasie“ als ein frühes Werk eben dieses Otto Ehrharts gelobt.

## Bembes macht sich selbständig
Der 1937 erschienene autobiographische Jugendroman gilt als Ehrharts erfolgreichstes Buch; es wurde mindestens bis 1952 aufgelegt. In 24 Episoden erleben die Bembes genannte Hauptfigur und seine Freunde Abenteuer in Oberwiesenfeld und München. Im letzten Kapitel, nachdem die besten Freunde weggezogen sind und nach anderen Krisen, beginnt Bembes die ungeliebte Schule zu schwänzen und seine Zeit im Dachauer Moos zu verbringen. Schließlich reist Bembes heimlich nach Italien und schickt von Ascona aus seinen Eltern eine Postkarte mit fast dem gleichen Text wie dem, den Ehrhart seinen Eltern in der gleichen Situation und ebenfalls aus Ascona schickte.
Für Harald Beck ist die „authentisch vermittelte Sichtweise eines am Stadtrand von München Heranwachsenden in den Jahren vor dem Ersten Weltkrieg […] nicht nur Lausbubengeschichte, sondern auch Zeitdokument.“ Im Buch erscheinen Münchner Traditionsgeschäfte wie Spielwaren Obletter oder das Milchhäusl am Elisabethmarkt, die damalige Gisela-Oberrealschule, heute ein Gymnasium; vergessene Bäckereispezialitäten wie das „Warschauer Brot“ oder Spiele wie „Peter erlös' mi“, der Abzählreim „Ene, bene, subtrachene, divel, dabel, domino, eter, brocker, kasinocker, zinker, zanker, daß“ und improvisierte Sprengsätze, Pflederer genannt.

## Werke
Seine Werke veröffentlichte Ehrhart unter dem Namen „Ehrhart-Dachau“. Die Nachkriegsausgaben seiner Bücher, nach seinem mutmaßlichen Tod, wurden unter dem tatsächlichen Geburtsnamen veröffentlicht.
- Der gläserne Turm, in: Bibliothek der Unterhaltung und des Wissens, Union Deutsche Verlagsgesellschaft, Stuttgart 1927, Band 10
- Der blaue Reiher, Union Deutsche Verlagsgesellschaft, Stuttgart 1928
- Das sterbende Moor, Drei Masken-Verlag, München 1930
- Das grüne Jahr – Eine Landschaftsdichtung – Erlebnisse eines Fischers und Jägers, Carl Schünemann Verlag, Bremen 1932
- Mein Bergbuch, Haus-Lhotzky-Verlag, München 1933, basierend auf dem früheren Werk Der Paderlüh. Mein Wald, meine Tiere und ich, Alpenfreund-Verlag, München 1929
- Bobs und Bazi, 1934
- J. H. Dominik: Jagdherr von Waldpeuren Schünemann, Bremen 1936
- Bembes macht sich selbständig, Piper, München 1937
- Troll, der Glückfischer, Piper, München 1938
- Meuterei vor Galapagos, Piper, München 1944

## Verschiedenes
Die Otto-Ehrhart-Straße in Dachau ist nach dem Autor benannt.
Zu Otto Ehrharts Das sterbende Moor gibt es folgende Karl-Valentin-Anekdote:

„An Otto Ehrhart
Der Dichter Otto Ehrhart-Dachau schickte Herrn Valentin aus Verehrung sein Buch „Das sterbende Moor“ mit einer schönen Widmung. Valentin bedankte sich einige Tage darauf in folgender Weise:
Sehr geehrter Herr Ehrhart!
Ich danke schön für das schöne Buch, habe aber leider keine Zeit, dasselbe zu lesen, schicken Sie mir doch bitte ein „gelesenes“ Buch.“